# Ступишино (Пензенская область)
Ступишино — хутор в Неверкинском районе Пензенской области России. Входит в состав Исикеевского сельсовета.

## География
Хутор находится в юго-восточной части Пензенской области, в пределах Приволжской возвышенности, в лесостепной зоне, на левом берегу реки Камышлейки, на расстоянии примерно 13 километров (по прямой) к юго-западу от села Неверкина, административного центра района.

### Климат
Климат характеризуется как умеренно континентальный, с тёплым летом и умеренно холодной зимой. Средняя температура воздуха самого холодного месяца (января) составляет −13,3 °C —−12,8 °C (абсолютный минимум — −32,5 °С); самого тёплого месяца (июля) — 19,2 °C (абсолютный максимум — 39 °С). Безморозный период длится в среднем 126 дней. Годовое количество атмосферных осадков составляет 527 мм, из которых большая часть выпадает в тёплый период. Снежный покров держится в течение 149 дней.

### Часовой пояс
Хутор Ступишино, как и вся Пензенская область, находится в часовой зоне МСК (московское время). Смещение применяемого времени относительно UTC составляет +3:00.

## Население
| 1859 | 1926 | 1939 | 1959 | 1979 | 1996 | 2004 |
| ---- | ---- | ---- | ---- | ---- | ---- | ---- |
| 54   | ↗64  | ↘61  | ↘18  | ↘4   | ↘2   | →2   |
| 2010 |      |      |      |      |      |      |
| →2   |      |      |      |      |      |      |